# Melanie Rieback
Melanie R. Rieback (26 de octubre de 1978) es una teórica de la informática, conocida principalmente por su trabajo sobre la intimidad y la seguridad de la tecnología RFID (identificación por radiofrecuencia).

## Vida personal
Melanie Rieback nació en Cleveland, Ohio el 26 de octubre de 1978 A pesar de que nació en Ohio, se crio en Florida. Sus padres son David John Rieback y Eileen Sharon Rieback que trabajó en Bell Labs.

## Educación
Obtuvo su Licenciatura en Ciencias de la Computación y Biología en la Universidad de Miami en el año 2000. Recibió su Maestría en Ciencias de la Computación de la Universidad Técnica de Delft en los Países Bajos en 2003. En 2008, completó su PhD en Ciencias de la Computación en la Universidad Libre de Ámsterdam en los Países Bajos.

## Trabajo

### RFID Guardian
En una entrevista, Rieback declaró la importancia de la seguridad RFID: «Si está usando RFID en vacas, ¿a quién le importa? Pero, con un pasaporte, una brecha en el momento equivocado es suficiente para arruinar la industria RFID.»
El RFID Guardian fue desarrollado mientras Rieback era estudiante de posgrado en la Vrije Universiteit. Fue supervisada por Andrew S. Tanenbaum.Creó el primer virus RFID para mostrar las vulnerabilidades en la seguridad RFID. La tecnología "atasca" la señal para que las etiquetas no puedan ser leídas desde una cierta distancia. Sin embargo, esta tecnología todavía tiene limitaciones ya que solo puede bloquear respuestas, pero no puede matar las consultas de las etiquetas. Sin embargo, no tienen intenciones de producir en masa la tecnología.
A pesar de que había preocupaciones sobre publicar las maneras en que las etiquetas RFID podían ser explotadas en línea, esto hizo que las amenazas a esta tecnología dejen de ser teóricas. Además, permitió abordar estas preocupaciones en lugar de proceder con la idea de que estas amenazas no existen.

### Girls Geek Dinner NL
La Girls Geek Dinner NL fue fundada en la edición holandés de la Girls Geek Dinner. Pretende ser una forma de promover la idea de que las mujeres persigan trabajos en campos típicamente dominados por los hombres. Cada cena consiste de charlas de mujeres que son excepcionales en sus campos seguidas de una sesión de preguntas y respuestas. Además, los hombres pueden asistir si son invitados por una mujer..

### Radically Open Security
Radically Open Security fue cofundada por Melanie Rieback y el director ejecutivo de Radically Open Security. Es una organización sin fines de lucro que ayuda a hacer el cíber mundo más seguro. Solo hacen trabajos no sospechosos y dan procedimientos paso a paso para que las compañías puedan hacer el mismo trabajo sin que ellos interfieran. Además, proporcionan las herramientas y código fuente en su sitio web para ayudar a otros a realizar las mismas tareas aunque les cueste repetir el negocio..
Radically Open Security proporciona servicios que tienen que ver con auditorías de código, análisis criptográfico, investigación forense, revertir malware y más.
Radically Open Security también es parte del Laboratorio Ace Venture.

### Otros Trabajos
En el centro MIT para la investigación del Genoma/ Whitehead Institute, trabajó en el Human Genome Project y fue coautora del artículo "Initial Sequencing and Analysis of the Human Genome".

## Premios
En 2010, fue finalista en el premio ICT Professional of the Year y nombrada una de las mujeres más exitosas en los Países Bajos por la revista Viva.
Fue nombrada una de las cincuenta mujeres holandesas más inspiradoras en 2016 en la lista "Inspiring Fifty: Netherlands 2016".